# Amy Acker
Amy Louise Acker (Dallas, 5 dicembre 1976) è un'attrice statunitense.
È nota principalmente per aver interpretato i ruoli di Winifred Burkle e Illyria nella serie televisiva fantasy Angel, nonché i personaggi di Root e La Macchina nella serie televisiva fantascientifica Person of Interest.

## Biografia
È nata in Texas da Robert Acker, un avvocato, e da Sandra Bruyere, una casalinga di origine francese. È la maggiore di quattro figli. Ha studiato balletto, danza moderna e danza jazz per tredici anni. Mentre frequenta la scuola superiore subisce un intervento chirurgico al ginocchio che pone fine alla sua carriera di danzatrice; comincia così a studiare recitazione al secondo anno di università. Si è quindi iscritta alla Southern Methodist University nel 1995 per seguire il rinomato programma teatrale di quella scuola.
Il 25 aprile 2003 si è sposata in California con il collega James Carpinello; la coppia ha due figli, nati rispettivamente nel 2005 e nel 2006.

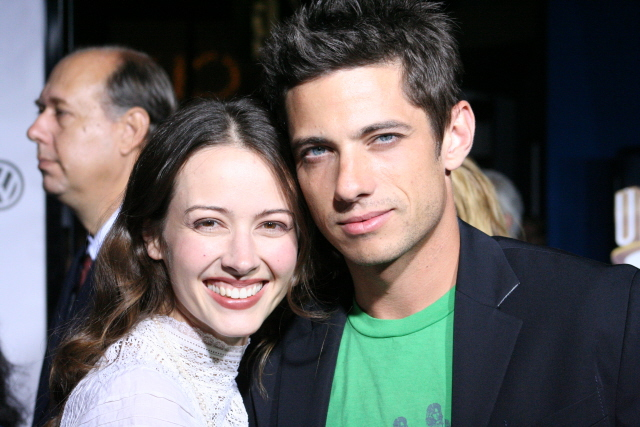
Amy Acker e il marito James Carpinello nel 2005, alla première del film Serenity

Nei primi anni del college, la Acker fece la modella per l'abbigliamento di J. Crew. Nel 1999 ha ricevuto una candidatura al Leon Rabin Award per "la migliore attrice in un ruolo secondario" per la sua interpretazione in Therese Raquin. Inoltre nello stesso anno ha conseguito la laurea.
Successivamente, la Acker ha interpretato i ruoli di Winifred Burkle e Illyria nella serie fantasy Angel, dalla seconda alla quinta stagione, vincendo nel 2003 un Saturn Award come migliore attrice non protagonista in una serie televisiva e ottenendo una candidatura allo stesso riconoscimento nel 2004. Nel 2005 ha recitato nella quinta stagione della serie Alias nella parte di Kelly Peyton. È stata poi ospite della collega del Buffyverse, l'attrice Alyson Hannigan, nella sitcom How I Met Your Mother, nella quale si è ricongiunta con un altro protagonista di Angel, Alexis Denisof (marito della Hannigan nella vita reale).
Dal 2012 al 2016, la Acker recita nei ruoli di Root e La Macchina, due dei personaggi protagonisti della serie di fantascienza Person of Interest; l'interpretazione di Root espressa dall'attrice è stata giudicata da molti critici televisivi meritevole di una candidatura agli Emmy Awards, tuttavia non concretizzatasi.

## Filmografia

### Attrice

#### Cinema
- The Accident, regia di John Fletcher (2001)
- Visitor (Groom Lake), regia di William Shatner (2002)
- Prova a prendermi (Catch Me If You Can), regia di Steven Spielberg (2002)
- The Novice, regia di Murray Robinson (2006)
- 21 and a Wake-Up, regia di Chris McIntyre (2009)
- Quella casa nel bosco (The Cabin in the Woods), regia di Drew Goddard (2012)
- Much Ado About Nothing, regia di Joss Whedon (2012)
- Let's Kill Ward's Wife, regia di Scott Foley (2014)
- Il miracolo di Sharon (Ordinary Angels), regia di Jon Stewart (2024)
- Il bambino di cristallo (The Unbreakable Boy), regia di Jon Stewart (2025)

#### Televisione

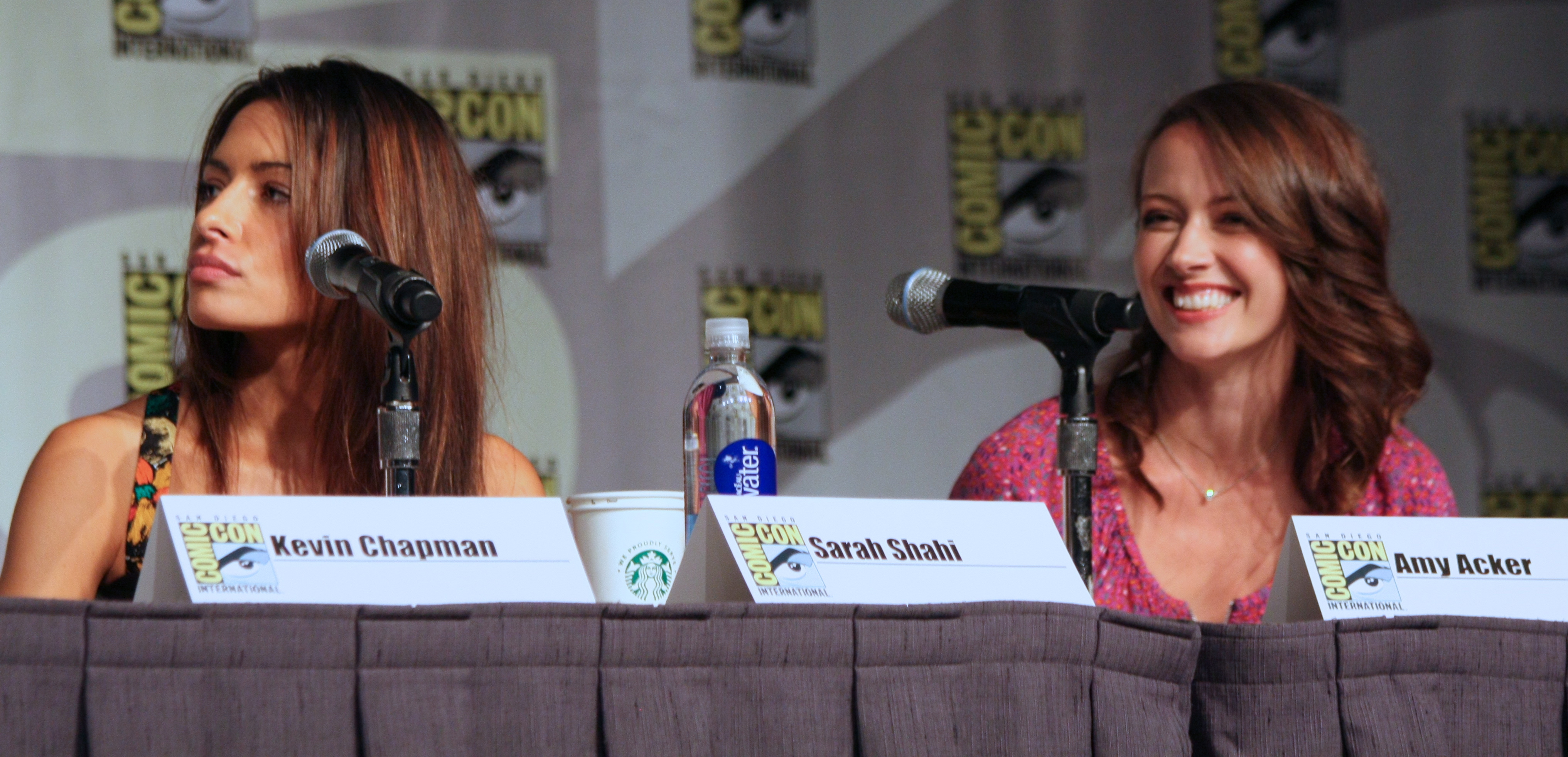
Amy nel 2013, assieme a Sarah Shahi, al panel di Person of Interest al San Diego Comic-Con International

- Wishbone – serie TV, episodi 2x05-2x09-2x10 (1995-1997)
- To Serve and Protect, regia di Jean de Segonzac – film TV (1999)
- Special Unit 2 – serie TV, episodio 2x04 (2001)
- Angel – serie TV, 70 episodi (2001-2004) – Winifred "Fred" Burkle
- Supereroi per caso: Le disavventure di Batman e Robin (Return to the Batcave: The Misadventures of Adam and Burt), regia di Paul A. Kaufman – film TV (2003)
- Supernatural – serie TV, episodio 1x03 (2005)
- Alias – serie TV, 13 episodi (2005-2006)
- The Unit – serie TV, episodio 1x00 (2006)
- How I Met Your Mother – serie TV, episodio 1x22 (2006)
- Drive – serie TV, episodi 1x02-1x04-1x06 (2007)
- Law & Order: Criminal Intent – serie TV, episodio 7x03 (2007)
- Ghost Whisperer - Presenze (Ghost Whisperer) – serie TV, episodio 3x05 (2007)
- Le visioni di Ellie (A Near Death Experience), regia di Don Terry – film TV (2007)
- October Road – serie TV, episodi 2x08-2x10 (2008)
- Fire & Ice - Le cronache del drago (Fire and Ice: The Dragon Chronicles), regia di Pitof – film TV (2008)
- Private Practice – serie TV, episodio 2x01 (2008)
- Who Cut the Cake? – webserie, 3 webisodi (2008)
- Dollhouse – serie TV, 14 episodi (2009-2010)
- Human Target – serie TV, episodio 1x12 (2010)
- The Good Wife – serie TV, episodio 1x23 (2010)
- Happy Town – serie TV, 8 episodi (2010)
- CSI - Scena del crimine (CSI: Crime Scene Investigation) – serie TV, episodi 11x11-13x19 (2010-2013)
- No Ordinary Family – serie TV, episodi 1x07-1x08 (2010)
- Caro Babbo Natale... (Dear Santa), regia di Jason Priestley – film TV (2011)
- Person of Interest – serie TV, 54 episodi (2012-2016) – Root
- Grimm – serie TV, episodio 1x11 (2012)
- C'era una volta (Once Upon a Time) – serie TV, episodio 1x14 (2012)
- Warehouse 13 – serie TV, episodio 4x09 (2012)
- Husbands – webserie, webisodio 3x01 (2013)
- Agents of S.H.I.E.L.D. – serie TV, episodio 1x19 (2014)
- Il romanzo di un amore (A Novel Romance), regia di Mark Griffiths – film TV (2015)
- Suits – serie TV, 5 episodi (2015-2019)
- Con Man – webserie, 6 webisodi (2015-2017)
- MacGyver – serie TV, episodi 1x02-1x12 (2016-2017)
- The Energy Specialist, regia di Ged Dickersin – film TV (2016)
- When Jack Went Glamping, regia di Brandon Dickerson – film TV (2016)
- The Gifted – serie TV, 29 episodi (2017-2019)
- Grey's Anatomy – serie TV, episodio 15x21 (2019)
- God Friended Me – serie TV, episodio 2x18 (2020)
- All Rise – serie TV, episodi 2x10-2x16 (2021)
- 9-1-1: Lone Star – serie TV, 6 episodi (2022)
- Segreti di una tata (The Watchful Eye) – serie TV (2023-in corso)

### Doppiatrice
- Justice League Unlimited – serie animata, 4 episodi (2005-2006)
- Scooby-Doo! Mystery Incorporated – serie animata, 4 episodi (2013)

## Doppiatrici italiane
Nelle versioni in italiano delle opere in cui ha recitato, Amy Acker è stata doppiata da:
- Ilaria Latini in Caro Babbo Natale..., Grimm, Person of Interest, Suits (st. 5, 8), MacGyver
- Chiara Colizzi in Dollhouse, The Gifted, Grey's Anatomy, All Rise
- Letizia Scifoni in Alias, No Ordinary Family, Quella casa nel bosco
- Francesca Fiorentini in Ghost Whisperer, Le visioni di Ellie, Il romanzo di un amore
- Laura Lenghi in Supernatural, Human Target
- Barbara Pitotti in CSI - Scena del crimine (ep. 11x11), Agents of S.H.I.E.L.D.
- Francesca Manicone in Angel
- Federica De Bortoli in Supereroi per caso: Le disavventure di Batman e Robin
- Renata Bertolas in How I Met Your Mother
- Anna Lana in Law & Order: Criminal Intent
- Valentina Mari in Private Practice
- Emanuela Damasio in The Good Wife
- Daniela Calò in Happy Town
- Domitilla D'Amico in CSI - Scena del crimine (ep. 13x19)
- Georgia Lepore in C'era una volta
- Angela Brusa in Suits (st. 9)
- Sabrina Duranti in 9-1-1: Lone Star
- Elena Mancuso ne Il miracolo di Sharon
- Gea Riva ne Il bambino di cristallo